# Зіньковський Юрій Францович
Юрій Францович (Францевич) Зіньковський (нар. 17 березня 1933, Козятин) — український науковець-радіоелектронік, радіотехнік, педагог. Доктор технічних наук (1975), професор (1981). Заслужений діяч науки і техніки УРСР (1989), лауреат Державних премій СРСР (1977) та України (2003).
Дослідник радіотехнічного апаратобудування, електромагнітної та інформаційної захищеності електронних апаратів і систем, автор концепції інженерної освіти в Україні. Автор понад 500 наукових робіт, зокрема, понад 30 авторських свідоцтв на винаходи. Учень професорів Володимира Огієвського та Семена Тетельбаума.
Понад 45 років — професор Київського політехнічного інституту (1978—т. ч.), в якому продовжує викладати та займатися науковою роботою навіть після 90-річного ювілею.

## Життєпис
Народився 17 березня 1933-го року у місті Козятин на Вінниччині у родині інженера-будівельника та вчительки. Брат — кардіохірург, доктор медичних наук, учень Миколи Амосова Михайло Зіньковський (1937—2017).
У 1956-му році закінчив радіотехнічний факультет Київського політехнічного інституту (КПІ) за спеціальністю «Електронні прилади» та здобув спеціалізацію інженера-фізика. Учень професорів Володимира Огієвського та Семена Тетельбаума.
Тоді ж направлений на роботу до Московського науково-дослідного хіміко-технологічного інституту, де пізніше обіймав посаду начальника лабораторії. Протягом 22-х років в інституті займався, зокрема, розробкою діагностичних систем низькотемпературної плазми, квантових генераторів, імпульсних автономних енергетичних комплексів.
У 1965-му році здобув науковий ступінь кандидата технічних наук, через десять років — доктора технічних наук. З 1981-го року у вченому званні професора.
У 1978-му році повернувся до Києва, де у своїй alma mater, КПІ, очолив кафедру радіоконструювання та виробництва радіоапаратури. Під керівництвом Юрія Зіньковського був оновлений матеріально-технічний стан кафедри, суттєво збільшився педагогічний склад, подвоїлася кількість студентів.
У 2003-му році, разом з колегами, нагороджений Державною премією України в галузі науки і техніки за написання підручника «Мікроелектроніка: прилади, матеріали, технологія».
Дослідник радіотехнічного апаратобудування, електромагнітної та інформаційної захищеності електронних апаратів і систем, автор концепції інженерної освіти в Україні. Автор понад 500 наукових робіт, зокрема, понад 30 авторських свідоцтв на винаходи. Науковий керівник та педагог близько 15-ти докторів та кандидатів наук, зокрема, професора Євгенія Неліна.
Академік Національної академії педагогічних наук України, багато років обіймав посаду головного редактора часопису «Вісник НТУУ „КПІ“. Серія Радіотехніка, радіоапаратобудування». Працював головою експертних рад Державної акредитаційної комісії України та Вищої атестаційної комісії України, головою науково-методичної комісії Міністерства освіти і науки України. Член секції комітету з Державних премій України в галузі науки і техніки, член спеціалізованих вчених рад.
Нагороджений понад 15-ма орденами, медалями та нагрудними знаками, зокрема, орденом «За заслуги» III ступеня та орденом Трудового Червоного Прапора.
У 2012-му році залишив посаду завідувача кафедри радіоконструювання та виробництва радіоапаратури, продовжив викладати на ній. Залишається професором КПІ й після 90-річного ювілею, продовжує займатися науковою роботою.

## Науковий доробок (частковий)
- «Микропроцессоры и микроЭВМ в устройствах автоматизации производства РЭА»: Учеб. пособие / Ю. Ф. Зиньковский, Л. П. Дюжаев; Киев. политехн. ин-т им. 50-летия Великой Окт. соц. революции. — Киев: КПИ, 1987. — 62,[1] с.
- «Применение микропроцессоров в устройствах РЭА»: [Учеб. пособие по спец. «Конструирование и технология радиоэлектрон. средств»] / Ю. Ф. Зиньковский, Л. П. Дюжаев; М-во высш. и сред. спец. образования УССР, Учеб.-метод. каб. по высш. образованию, Киев. политехн. ин-т им. 50-летия Великой Окт. соц. революции. — Киев: УМКВО, 1989. — 82,[1] с. : ил.
- «Электромагнитная совместимость радиоэлектронных средств»; Ю. Ф. Зиньковский, Киев, 1990.
- «Конструирование РЭС. Оценка и обеспечение тепловых режимов»: [Учеб. пособие для спец. «Конструирование и технология радиоэлектрон. средств»] / В. И. Домнич, Ю. Ф. Зиньковский; М-во высш. и сред. спец. образования УССР, Учеб.-метод. каб. по высш. образованию, Киев. политехн. ин-т им. 50-летия Великой Окт. соц. революции. — Киев: УМКВО, 1991. — 240 с. : ил.
- «Конструирование РЭС: Тепловые и влажностные режимы»; В. И. Домнич, Ю. Ф. Зиньковский, Киев, 1992.
- «Когерентність світлових хвиль і фотони» / П. О. Дем'яненко, Ю. Ф. Зіньковський // Науковий вісник Чернівецького університету. Фізика, електроніка. — 2002. — Вип. 151. — С. 35-50.
- «Матричний метод аналізу індикатриси розсіювання лазерного випромінювання від формених елементів крові» / Ю. Ф. Зіньковський, M. Ф. Богомолов // Медична інформатика та інженерія. — 2008. — № 1. — С. 47-52.
- «Рассеивания плоских волн системой симметричных вибраторов с нелинейными нагрузками при воздействии нелинейного радиолокатора» // Зинченко М. В., Зиньковский Ю. Ф.; Известия высших учебных заведений. Радиоэлектроника. Том 53, № 10, октябрь 2010, С. 24-34.
- «Моделирование рассеивателей в нелинейной радиолокации рядами Вольтерра» // Зинченко М. В., Зиньковский Ю. Ф.; Известия высших учебных заведений. Радиоэлектроника. Том 53, № 11, ноябрь 2010, С. 54-64.
- «Моделювання елементної бази електронних апаратів у компьютерному середовищі Micro-CAP»: моногр. / Ю. Ф. Зіньковський, А. В. Коваль. — К.: НТУУ «КПІ», 2010. — 460 с.
- «Соціальні та психологічні елементи сучасної освітньої парадигми» / Ю. Ф. Зіньковський, Г. О. Мірських // Вісник Національного технічного університету України «Київський політехнічний інститут». Філософія. Психологія. Педагогіка. — 2010. — № 1. — С. 169—171.
- «Проектування та оптимізація механостійких конструкцій радіоелектронних засобів з гіпервипадковими характеристиками» / Уваров Б. М., Зіньковський Ю. Ф. — Луганськ. — 2011. — 180 с.
- «Оптимізація стійкості до теплових впливів конструкцій радіоелектронних засобів з гіпервипадковими характеристиками» / Уваров Б. М., Зіньковський Ю. Ф. — Луганськ. — 2011. — 210 с.
- «Схемотехнічне моделювання елементів радіоапаратури». Навчальний посібник. Т.1 / Зіньковський Ю. Ф., Коваль А. В. — Житомир. — 2011.- 427 с.
- «Схемотехнічне моделювання елементів радіоапаратури». Навчальний посібник. Т.2 / Зіньковський Ю. Ф., Коваль А. В. — Житомир. — 2011.- 380 с.
- «About luminiferous world ether». Demianenko P.O., Zinkovsky Yu.F., Duzhaev L.P., National Technical, Univ. of Ukraine (Ukraine) // Conferences + Courses: 21-25 August 2011 — San Diego California, USA: SPIE Optics + Photonics, Advance Technical Program // Proceedings of SPIE Vol.7421, p. 89
- «Standardization of Education as Imperative of Reforms in Higher School» // Yuriy Zinkovskiy, Yaroslav Savenko; IEEE Global Engineering Education 2012 — Collaborative Learning and New Pedagogic Approaches in Engineering Education. Marrakesh, Morocco. 17 — 20 April 2012. Contribution 1339.
- «Комплексные показатели надежности радиоэлектронной аппаратуры» / Уваров Б. М., Зиньковский Ю. Ф.; Сб. Актуальные проблемы современных наук, 6/2012, т.0, с. 218—228, Пшемысль, Польша.
- «Визначення показників надійності в системах автоматизованого проектування радіоелектронних пристроїв» / Ю. Ф. Зіньковський, Б. М. Уваров // Вісник Національного технічного університету України «Київський політехнічний інститут». Сер. : Радіотехніка. Радіоапаратобудування. — 2012. — Вип. 50. — С. 36-46.
- «Головне завдання педагогіки професійної школи» / Ю. Ф. Зіньковський // Сучасні інформаційні технології та інноваційні методики навчання в підготовці фахівців: методологія, теорія, досвід, проблеми. — 2012. — Вип. 29. — С. 40-44.
- «Комп'ютерне схемотехнічне моделювання елементів радіоелектроніки»: підручник / Ю. Ф. Зіньковський, А. В. Коваль. — Т.1. — К.: НТУ, 2013. — 348 с.
- «Комп'ютерне схемотехнічне моделювання елементів радіоелектроніки» / Ю. Ф. Зіньковський, А. В. Коваль // Т.2: Частина 3. Електронні компоненти; Частина 4. Цифрові компоненти — К.: НТУ, 2013. — 376 с.
- «Про абстрагування в математиці і фізиці та про можливий фізичний сенс уявних чисел» // Петро Дем'яненко, Юрій Зіньковський; Фізика та астрономія в сучасній школі — 2013. № 5. — С. 49-56.
- «Про квантовомеханічні та класичні засоби опису хвильових властивостей фотонів» / П. О. Дем‘яненко, Ю. Ф. Зіньковський // Вісник Національного технічного університету України «Київський політехнічний інститут». Сер. : Радіотехніка. Радіоапаратобудування. — 2013. — Вип. 52. — С. 129—135.
- «Аналіз хаотичного сигналу при зондуванні нелінійних розсіювачів» / Ю. Ф. Зіньковський, М. В. Зінченко // Вісник Кременчуцького національного університету імені Михайла Остроградського. — 2013. — Вип. 4. — С. 87-93.
- «Багатофазний високочастотний пристрій для дезінсекції і сушіння зерна» / Ю. Ф. Зіньковський, Ю. К. Сидорук, А. О. Туровський // Вісник Національного технічного університету України «Київський політехнічний інститут». Сер. : Радіотехніка. Радіоапаратобудування. — 2014. — Вип. 57. — С. 56-67.
- «Функціональні параметри радіоелектронного апарату, обумовлені тепловими процесами у ньому» / Ю. Ф. Зіньковський, Б. М. Уваров // Вісник Національного технічного університету України «Київський політехнічний інститут». Серія: Радіотехніка. Радіоапаратобудування. — 2014. — Вип. 58. — С. 90-103.
- «Макромодель тунельного діода в системах схемотехнічного моделювання» / Ю. Ф. Зіньковський, А. В. Коваль // Вісник Національного технічного університету України «Київський політехнічний інститут». Серія: Радіотехніка. Радіоапаратобудування. — 2014. — Вип. 59. — С. 85-92.
- «Опрацювання сигналів імпульсного волоконно-оптичного давача прискорення» / П. О. Дем'яненко, Ю. Ф. Зіньковський // Вісник Національного технічного університету України «Київський політехнічний інститут». Серія: Радіотехніка. Радіоапаратобудування. — 2015. — Вип. 63. — С. 33-45.
- «Методи ефективного опромінення діелектричних матеріалів електромагнітним полем» / А. О. Туровський, Ю. Ф. Зіньковський, Ю. К. Сидорук // Вимірювальна та обчислювальна техніка в технологічних процесах. — 2015. — № 3. — С. 69-74.
- «Широкосмугові розсіювачі в задачах нелінійної радіолокації» / М. В. Зінченко, Ю. Ф. Зіньковський // Радіоелектроніка, інформатика, управління. — 2016. — № 1. — С. 15-21.
- «Нейтралізація впливу дестабілізуючих факторів на похибки вимірювачів на основі волоконно-оптичних давачів з імпульсною модуляцією» / П. О. Дем'яненко, Ю. Ф. Зіньковський // Вісник Національного технічного університету України «Київський політехнічний інститут». Серія: Радіотехніка. Радіоапаратобудування. — 2016. — Вип. 66. — С. 65-78.
- «Проектування радіоелектронної апаратури» / Уваров Б. М., Зіньковський Ю. Ф., НТУУ «КПІ», 2017, 353 с.
- «Проектування ралдіоелектронної апаратури» / Уваров Б. М., Зіньковський Ю. Ф., НТУУ "КПІ"ім. І. Сікорського, 2017, друга редакція, 270 с.
- «Моделювання структури чутливого елементу магніторезистивного перетворювача» / Ю. Ф. Зіньковський, А. І. Витяганець // Технология и конструирование в электронной аппаратуре. — 2017. — № 4-5. — С. 10-14.
- «Статистична обробка результатів вимірювання активної потужності магніторезистивним перетворювачем» / Ю. Ф. Зіньковський, А. І. Витяганець // Вісник Хмельницького національного університету. Технічні науки. — 2017. — № 4. — С. 239—242.

### Авторські свідоцтва на винаходи (у співавторстві)
- 2012 — «Спосіб виявлення та розпізнавання нелінійних розсіювачів як випадкових генераторів хаотичних коливань»
- 2012 — «Спосіб селекції нелінійних розсіювачів за рівнем однієї гармоніки перевипромінюваного сигналу»
- 2012 — «Спосіб селекції нелінійних розсіювачів за інерційністю процесів спотворення вольт-амперних характеристик напівпровідників»
- 2012 — «Спосіб ідентифікації нелінійних розсіювачів шляхом фазової синхронізації нелінійних продуктів сигналу відгуку при багатогармонічному зондуванні»
- 2012 — «Спосіб селекції нелінійних розсіювачів за девіацією фази сигналу відгуку під час зондування»
- 2014 — «Пристрій для сушіння і обробки зерноподібних матеріалів електромагнітним полем надвисоких частот»
- 2014 — «Пристрій для сушіння сипучих діелектричних матеріалів та зерна електромагнітним полем»
- 2015 — «Пристрій для сушіння і обробки зерноподібних матеріалів електромагнітним полем при пониженому тиску»
- 2020 — «Зворотноходовий перетворювач з транзистором на основі нітриду галію»
- 2021 — «Зворотноходовий перетворювач з коректором коефіцієнта потужності, на основі нітрид-галієвого транзистора з цифровим керуванням на базі мікроконтролера»

## Нагороди
- 1977 — державна премія СРСР
- 1989 — заслужений діяч науки і техніки УРСР
- 1998 — орден «За заслуги» III ступеня — за вагомий особистий внесок у підготовку висококваліфікованих фахівців, плідну наукову і педагогічну діяльність
- 2003 — державна премія України в галузі науки і техніки — за написання підручника «Мікроелектроніка: прилади, матеріали, технологія»
- 2016 — почесне звання «Видатний діяч НТУУ „КПІ“»
- 2023 — відзнака «За відданість і служіння КПІ»
- 2023 — медаль Національної академії педагогічних наук України «Іван Франко» — за вагомий особистий внесок у розвиток вітчизняної освіти і науки, плідну наукову та науково-педагогічну діяльність та з нагоди ювілейної дати
- орден Трудового Червоного Прапора
- нагрудний знак «За наукові досягнення»
- нагрудний знак «Петро Могила»
- медаль «Григорій Сковорода»
- премія імені К. Д. Ушинського
- нагрудний знак «Володимир Мономах»
- нагорода міжнародного рейтингу «Золота фортуна»[3]